# José Sorribes y Ruiz del Castillo
José Sorribes y Ruiz del Castillo (Balaguer, 21 de octubre de 1838-Francia, 11 de septiembre de 1906) fue un sacerdote, músico y publicista español. 

## Biografía
Siguió la carrera eclesiástica en el Seminario de Madrid y en El Escorial, recibiendo los grados de bachiller, licenciado y doctor en derecho canónico. Cultivó, además, la música, y la literatura, publicando una Misa de Requiem, un Miserere y un Stabat Mater, que lograron gran difusión.
Acabó sus estudios en El Escorial, en donde fue profesor de música y capellán real, hasta 1868. Se dedicó también a la oratoria sagrada, siendo uno de los predicadores más famosos de su época en la corte. Destronada Isabel II, emigró a Francia, en donde favoreció la causa de Carlos VII, sobre todo entre la prensa francesa.
En 1876 regresó a España, actuando siempre en el partido tradicionalista. Participó en las luchas periodísticas, sosteniendo polémicas en El Siglo Futuro y en El Correo Catalán de Barcelona, en donde hizo famoso su seudónimo «El Ermitaño».
En 1890 volvió a Francia como capellán de honor de una noble familia francesa, en cuyo castillo falleció en 1906.